# Olympische Jugend-Sommerspiele 2014/Teilnehmer (Vietnam)
| Gelbes Symbol für Goldmedaillen mit stilisierten Olympischen Ringen | Graues Symbol für Silbermedaillen mit stilisierten Olympischen Ringen | Braundes Symbol für Bronzemedaillen mit stilisierten Olympischen Ringen |
| ------------------------------------------------------------------- | --------------------------------------------------------------------- | ----------------------------------------------------------------------- |
| 1                                                                   | 1                                                                     | —                                                                       |

Die Jugend-Olympiamannschaft aus Vietnam für die II. Olympischen Jugend-Sommerspiele vom 16. bis 28. August 2014 in Nanjing (Volksrepublik China) bestand aus dreizehn Athleten.

## Athleten nach Sportarten

### Badminton
Jungen
- Phạm Cao Cường
Einzel: 9. Platz
Mixed: 17. Platz (mit Aliye Demirbağ  Türkei)

### Beachvolleyball
Mädchen
- Lê Thị Bích Vi
- Tứ Thị Thu Vân
25. Platz

### Gewichtheben
| Mädchen - Ngô Thị Quyên Federgewicht: 5. Platz - Nguyễn Thị Vân Superschwergewicht: 8. Platz | Jungen - Nguyễn Trần Anh Tuấn Bantamgewicht: Silber |

### Rudern
Mädchen
- Cao Thị Hảo
Einer: 20. Platz

### Schwimmen
| Mädchen - Nguyễn Thị Ánh Viên 400 m Freistil: 13. Platz 800 m Freistil: 4. Platz 50 m Rücken: 12. Platz 200 m Rücken: DNS 200 m Schmetterling: 9. Platz 200 m Lagen: Gold - Lê Thị Mỹ Thảo 200 m Schmetterling: 22. Platz | Jungen - Trần Duy Khôi 50 m Rücken: 15. Platz 100 m Rücken: 24. Platz 200 m Rücken: 16. Platz 200 m Lagen: 6. Platz - Vĩ Huỳnh Thế 200 m Brust: 19. Platz |

### Taekwondo
Mädchen
- Nguyễn Thị Thu Thuỷ
Klasse bis 44 kg: 9. Platz

### Turnen
Jungen
- Trần Đình Vượng
Einzelmehrkampf: 34. Platz